# Liste des arrondissements de Loir-et-Cher

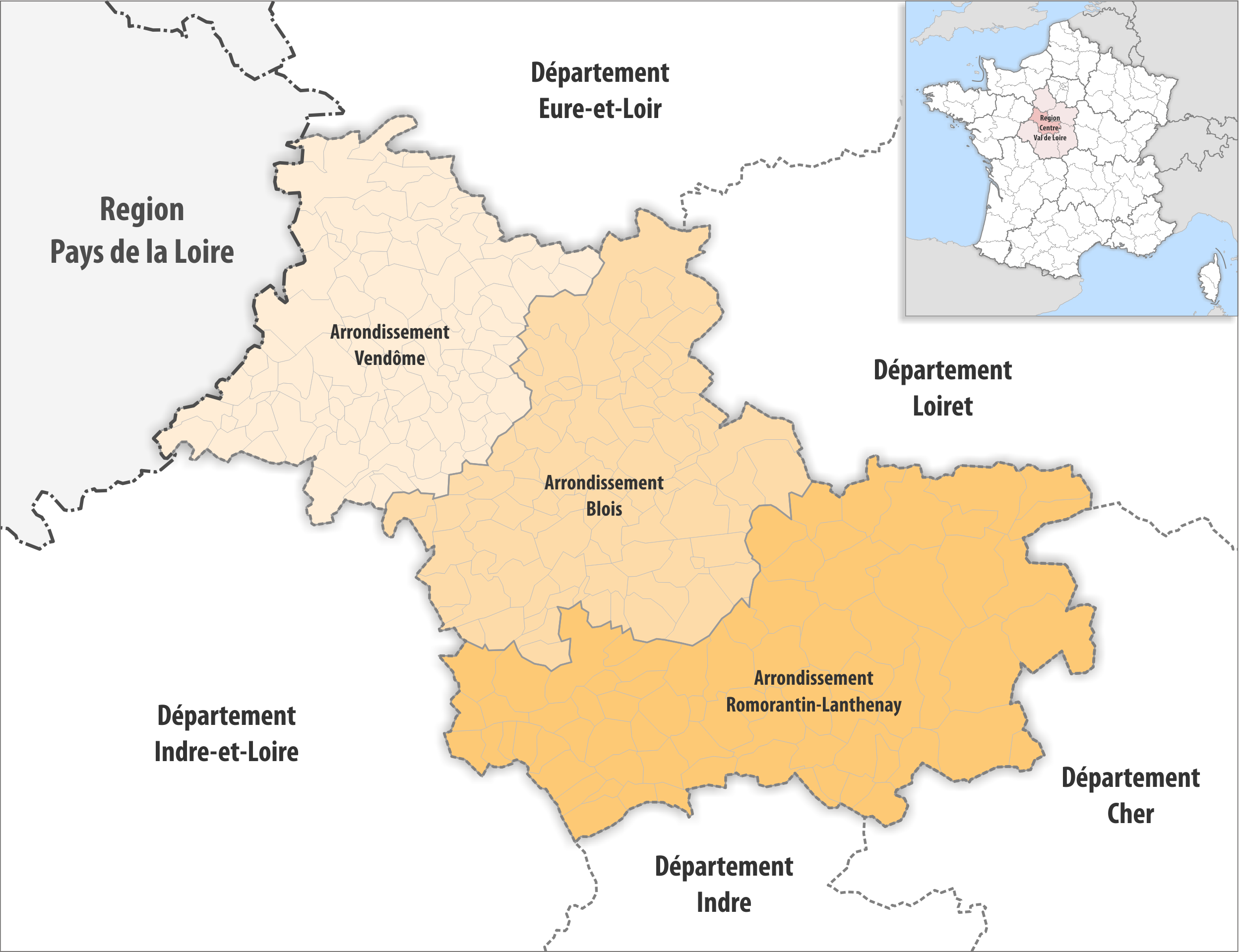
Les arrondissements de Loir-et-Cher en 2019.

Le département de Loir-et-Cher comprend trois arrondissements.

## Composition
| Nom                                    | Code Insee | Superficie (km2) | Population (dernière pop. légale) | Densité (hab./km2) | Modifier             |
| -------------------------------------- | ---------- | ---------------- | --------------------------------- | ------------------ | -------------------- |
| Arrondissement de Blois                | 411        | 1 950,20         | 151 597 (2022)                    | 78                 | modifier les données |
| Arrondissement de Romorantin-Lanthenay | 413        | 2 670,90         | 110 180 (2022)                    | 41                 | modifier les données |
| Arrondissement de Vendôme              | 412        | 1 722,30         | 67 176 (2022)                     | 39                 | modifier les données |
| Loir-et-Cher                           | 41         | 6 343,00         | 328 953 (2022)                    | 52                 | modifier les données |

## Histoire
- 1790 : création du département de Loir-et-Cher avec six districts : Blois, Mer, Mondoubleau, Romorantin, Saint-Aignan, Vendôme
- 1800 : création des arrondissements : Blois, Romorantin, Vendôme
- 1926 : suppression de l'arrondissement de Romorantin
- 1943 : restauration de l'arrondissement de Romorantin

Romorantin (après fusion avec Lanthenay) est devenu Romorantin-Lanthenay en 1961